# Thủ Đức

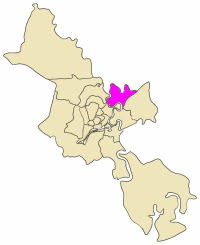
Locatie van Thành Phố Thủ Đức in Ho Chi Minhstad

Thành Phố Thủ Đức is een district in de Vietnamese stad met provincierechten Ho Chi Minhstad. Thủ Đức ligt in het noorden van Ho Chi Minhstad. Een van de belangrijkste wegen is de Quốc lộ 1K.